# パラグライダー

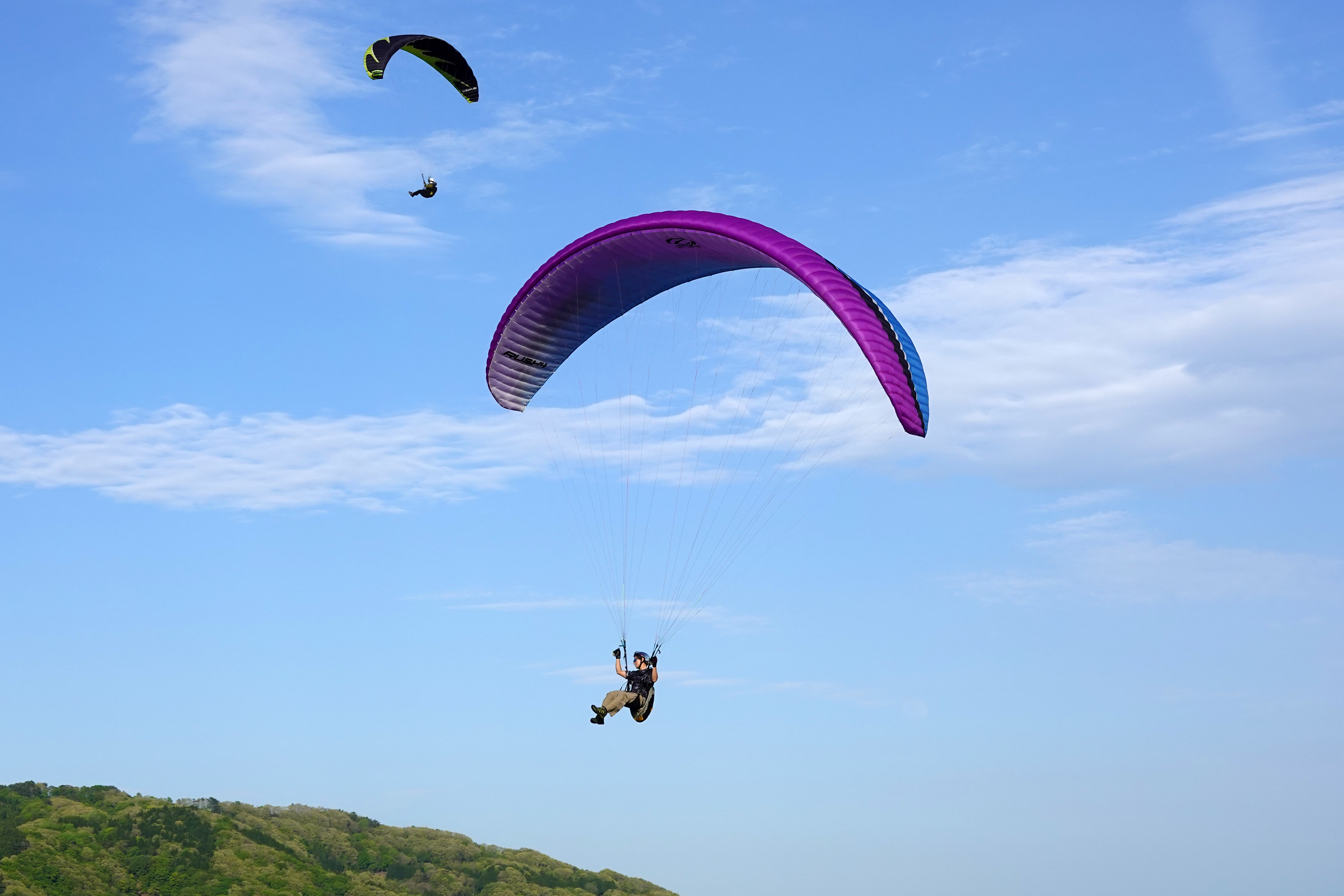
パラグライダー、神鍋高原にて

パラグライダー（英語: paraglider）は、スカイスポーツの一種で、パラグライディング（英: Paragliding）とも。厳密には、このスポーツの総称をパラグライディング、飛行するための機体一式をパラグライダーと区分することもある。国際航空連盟(FAI)のカテゴリーではハンググライダーの一種に分類されている。

## 概要

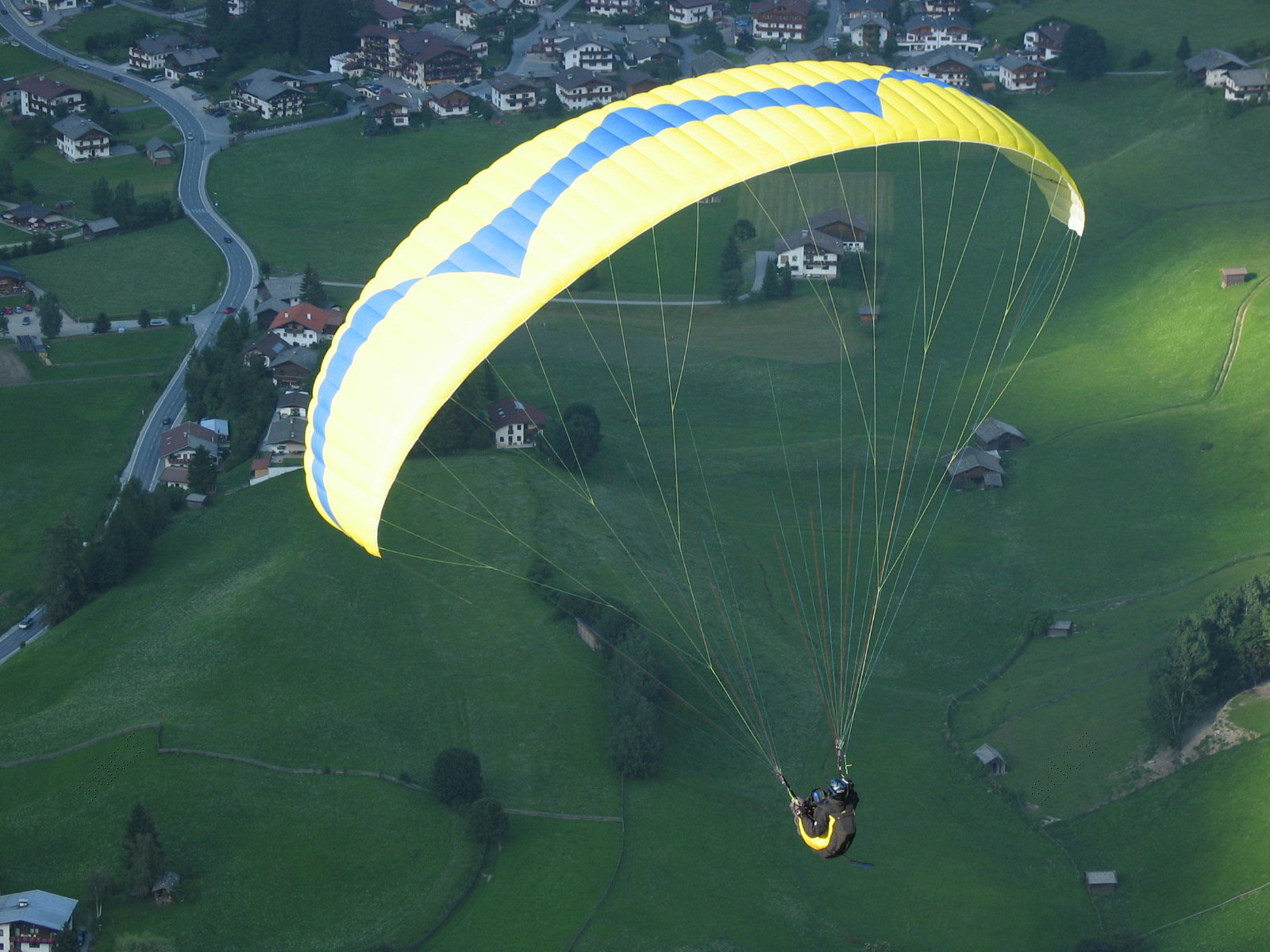
パラグライダー、チロルにて

パラグライダーの原型はドミーナ・ジャルバートが1964年に考案したパラフォイル（柔軟翼）である。
1966年4月に、登山家の三浦雄一郎が富士山での直滑降を行った際、ブレーキとしてパラシュートを使用した映像が関係者の目にとまりスポーツへの応用が考えられたという。スポーツとしてのパラグライダーは、1978年頃、フランスのスカイダイバーが山の斜面からスクエアーパラシュート（四角いパラシュート）で下りたのが始まりとされる。

### 日本
日本で普及し始めたのは1986年から。当初は滑空性能が低くスキー場のゲレンデを斜面と並行に滑空を楽しむ程度のもので飛行時間にして約3〜5分程度であった。日本のファルフォーク社が楕円翼を採用して飛躍的に性能向上を計ることに成功してハンググライダーのようなソアリング（上昇気流による長時間フライト）が可能になった。その後、各社とも研究が進み性能の向上は続き、現在では一般のフライヤーでも2〜3時間の在空や地上2000m程度までの上昇ができる。
1988年に、NHK教育テレビで「パラグライダー講座」が放映され一般に知られるようになった。1992年12月28日に日本人パイロット峰岸正弘が南アフリカ共和国クルマン地区において当時としては驚異的な263.18kmの直線飛行に成功し世界記録を樹立した。1995年にはパラグライダー世界選手権が福岡県北九州市の平尾台でおこなわれ日本チームは地の利を生かし5位に入った。
競技者人口が1万人を超えたあたりからスカイスポーツというジャンルが確立されたとみなされ国民体育大会の競技種目に加わった。2008年から新たな取り組みとして、アジアオリンピック評議会、日本オリンピック委員会と連携しオリンピックの正式競技種目に向けての働き掛けが進られている。その一環としてアジアオリンピック評議会が主催する2008年第1回 バリ（インドネシア）アジアビーチ競技大会で競技種目に加えられた。2010年現在、北海道から沖縄まで約100か所のフライトエリアと1万524人（2010年度JHFフライヤー会員登録者正式登録数）の愛好家がいる。
パラグライダーの国際的な統括は、国際航空連盟の機関であるハングライディング及びパラグライディング委員会があたっている。日本では現在、公益社団法人日本ハング・パラグライディング連盟（以下JHF）が統括している。JHFは、かつては一般財団法人日本航空協会内の分科会であった。パラグライダーが日本に紹介された初期段階（1986年）からパラグライダーの発展と普及に寄与するとともに、安全性向上を目的とした指導員の育成、国際統一された適正技能証の発行および第三者賠償保険制度を目的としたJHFフライヤー登録制度などの環境整備が行われた。
日本のパラグライダー団体としてはJHFのほかに、特定非営利活動法人日本パラグライダー協会（以下JPA）という独自に考案した講習制度により活動する団体が存在する。2003年より活動を開始し、会員数は約1,000人程度、JPAエリアで有効なオリジナルライセンスを発行している。国際航空連盟や日本航空協会およびJHFといった団体との関係はない。JPAの詳細はwebページを参照されたい。
JHFとJPAの主な違いは、JHFではパイロット証取得後自由に日本各地のパラグライダーエリアに行く事が出来るが、JPAではスクールの許可が必要な点である。大会については、JHFでは適切な技能証があれば参加できるのに対し、JPAでは技能証とは別にスクールの推薦状が必要となる。

## 飛行方法

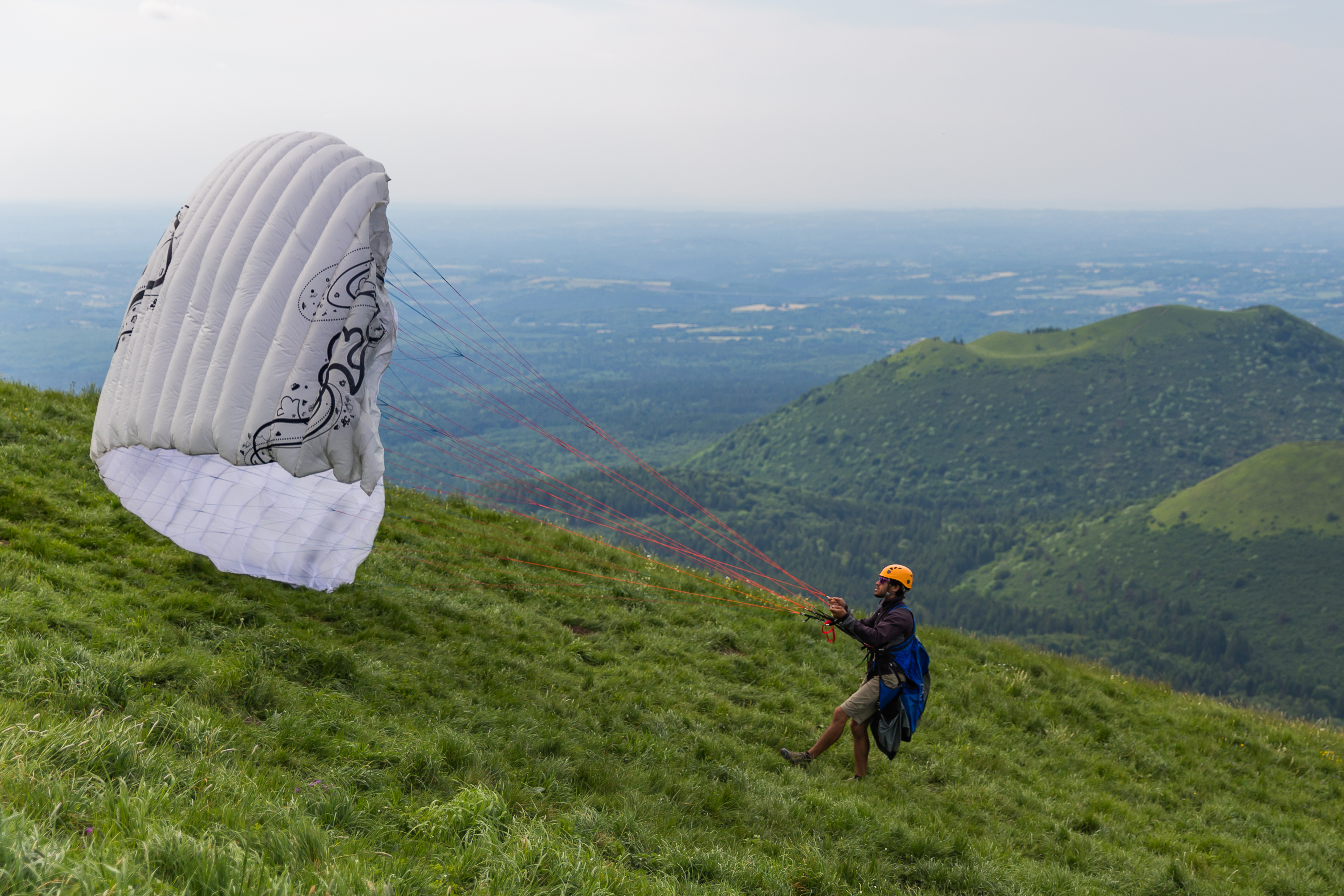
テイクオフ

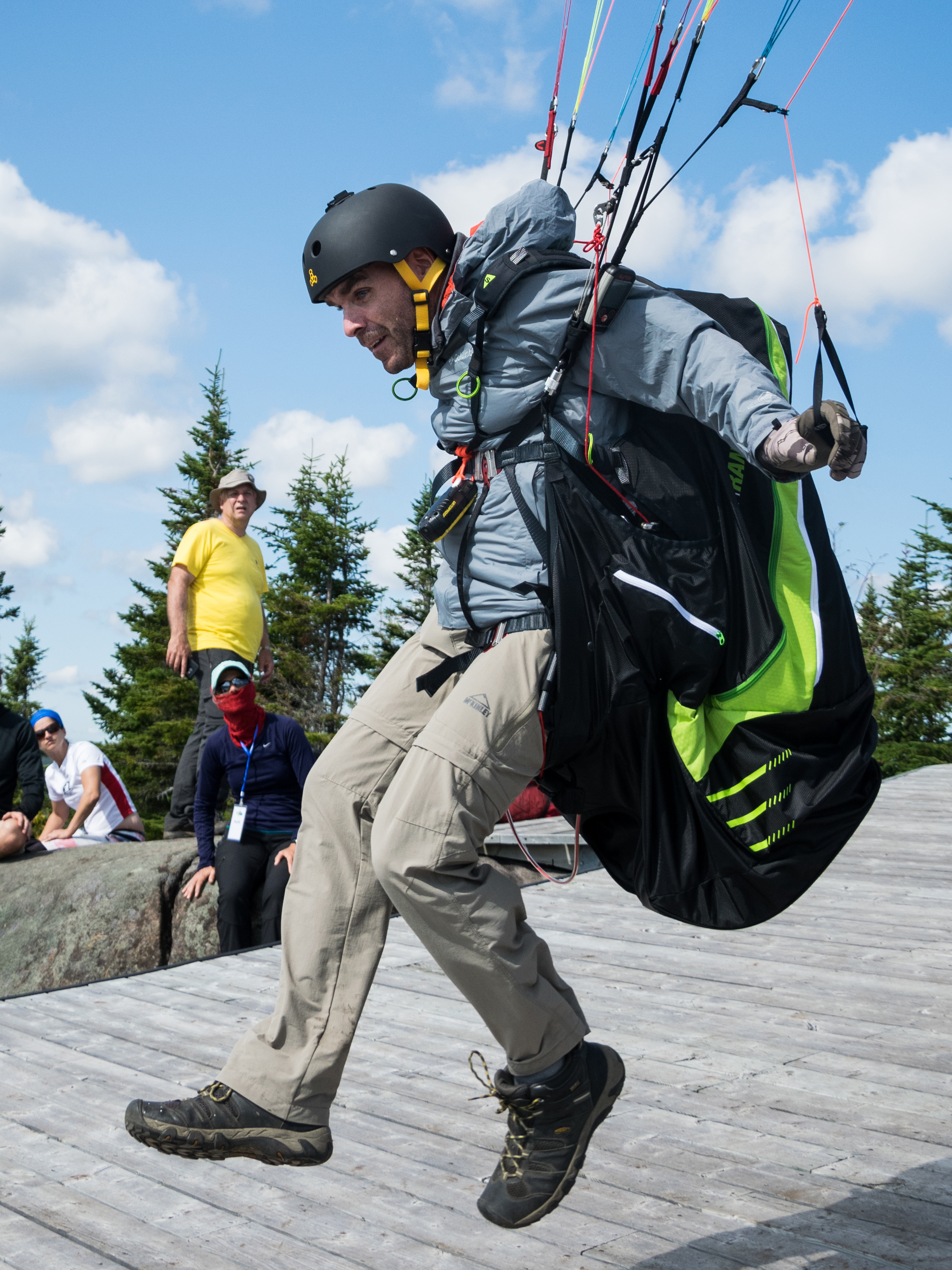
装備

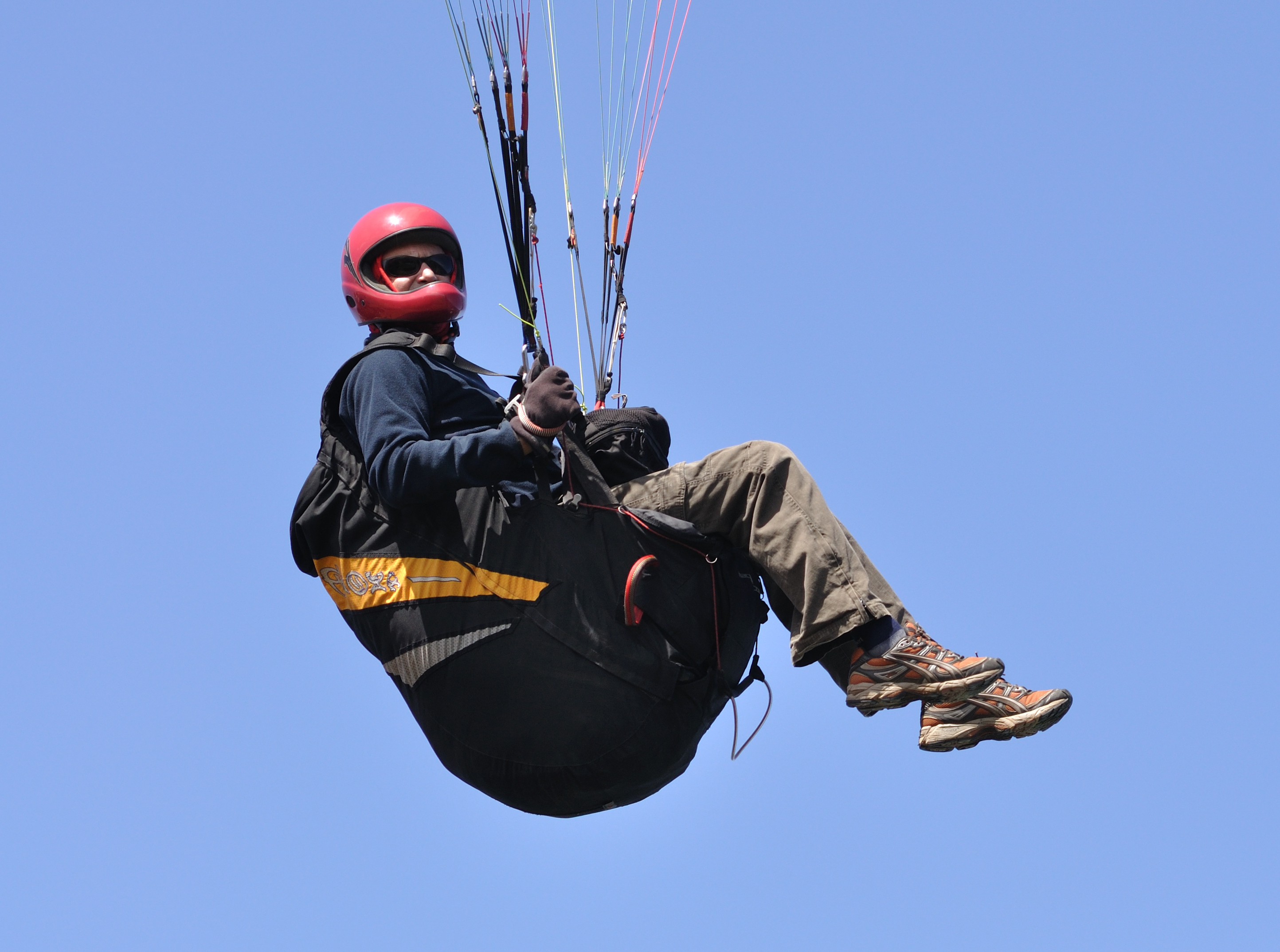
装備

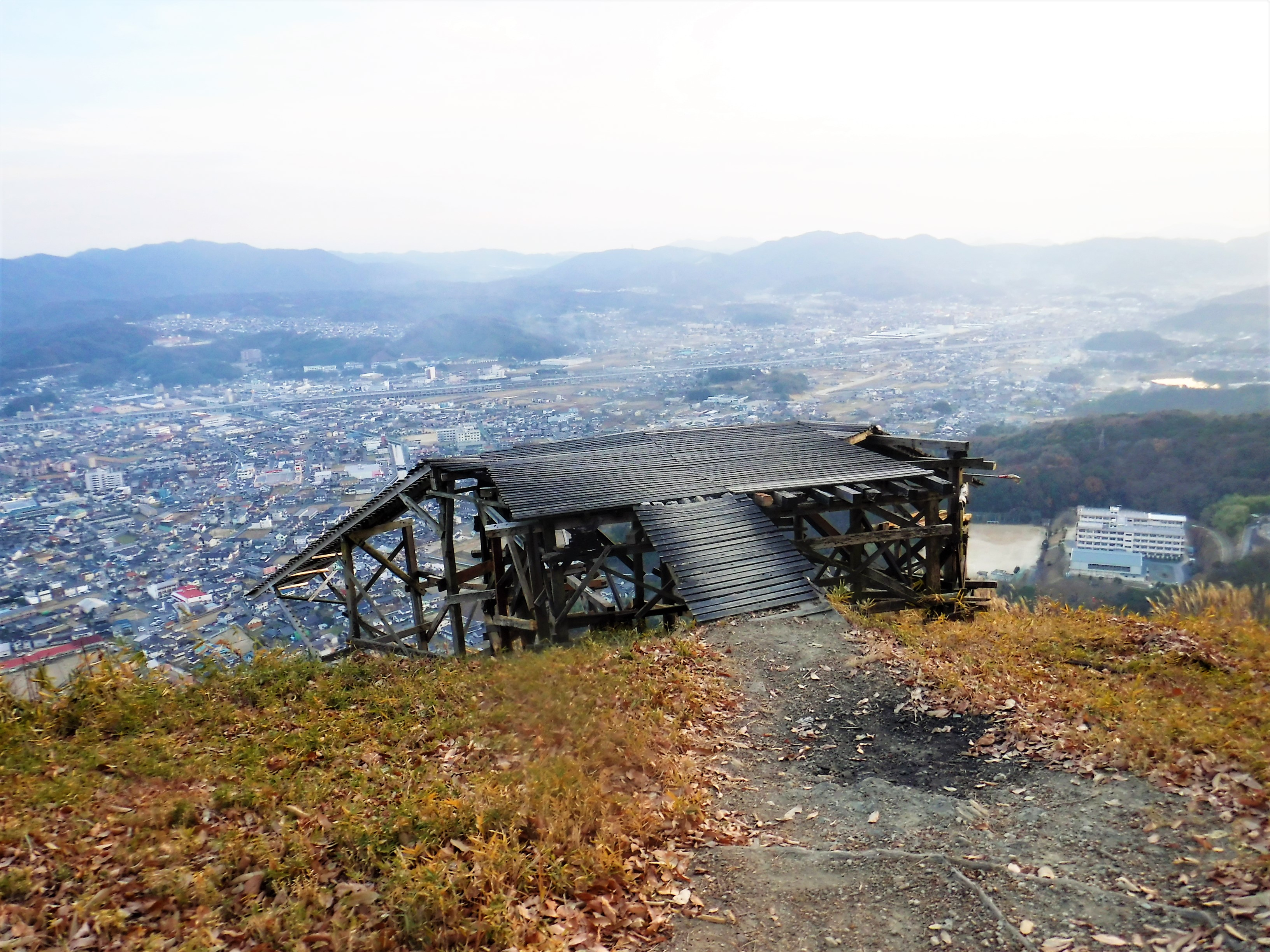
山の斜面に作られたパラグライダーの離陸ポイント

パラグライダーは、国際航空連盟ではクラス3（FAI Sub-class O-3 剛性の一次構造を持たないもの）のハンググライダーに分類されており、装備重量は20kg程度で、人間一人の力で持ち運べる。
パイロットは、ハーネスという装備に座り、左右の操縦索を手で操作して滑空する。パイロットは、まず風に正対して翼を地面に広げ、向い風で翼を真上に上げ、滑空状態にしてから離陸する。機体から6対1から10対1程度の滑空比が斜面の傾斜より浅いため、数メートル程度の助走で離陸する。上昇気流を利用しながら飛行を楽しんで、（多くの場合は）山の麓に用意してある着陸場に着陸する。巡航速度は36km/h程度。20km/hから60km/h程度（対気速度）の速度域で飛ぶことができる。着陸のときは、着陸場近くで高度処理をし、着陸点（ターゲット）へ、向かい風の下、フレアー操作とともに足から降りて着陸する。
飛行には気象条件が大きく影響し、雨のとき、風速6m/s以上の風が吹くとき、離陸場正面からの風が入らないとき、気流が大きく乱れているときなどは離陸しない様指導されている。
日本の航空法では航空機ではないため、国家資格は必要としないが、民間航空規約では航空機とされ、単独飛行に際しては、技術と知識が必要なため、スクールやクラブに入り、飛行技術と航空理論、法規および気象学の教習を受ける必要がある。実際に管理されたフライトエリアにおいてフライトするのには、JHFが発行する技能証（パイロット証）とフライヤー登録（第三者賠償責任保険）が有効でなければフライトすることはできない。おおむね運転免許証と自賠責保険の関係のようなものと理解してよい。また、海外でのフライトを行うには国際航空連盟が発行するIPPI技能証が必要となる。
日本国内では航空法に基づき、ハンググライダーまたはパラグライダーを飛行させる空域によっては、飛行させることが禁止される場合、または飛行させる場合に事前に国土交通大臣への届出が必要な場合がある。また、重要施設の周辺地域の上空における小型無人機等の飛行の禁止に関する法律（ドローン規制法）により、国の重要施設等と周辺の上空は飛行を禁止される場合がある。

## 安全性
| 道路交通事故         | 9.1×10-3 |
| 山登り               | 5.0×10-6 |
| 船舶事故             | 1.4×10-6 |
| モーターボート       | 3.5×10-7 |
| パラグライダー       | 2.0×10-7 |
| 航空機事故           | 1.8×10-7 |
| スクーバーダイビング | 7.8×10-8 |
| ハンググライダー     | 4.7×10-8 |

JHFによると、1994年から5年間の死亡事故は平均で年1～6件。事故の起きるタイミングは多い順に、ランディング、墜落、テイクオフである。負傷部位は、下肢、腰椎がほとんどである。キャリア10年以上の愛好家の事故も増えており、技能に習熟したとしてもリスクは解消されない状況である。
競技人口が少ないため、日本の人口当たりの事故率は他のスポーツと比較して高くないが、競技人口当たりの事故率で考えれば非常に高くなるので注意が必要。また事故が起きた場合も、重篤な受傷になる危険性がある他、結果として送電線の給電を停めさせてしまうなど、社会インフラに重大な影響を発生させる可能性もあるため事前の慎重な検討、準備が必要とされるスポーツである。

### 稀な事故
積乱雲のその強い上昇気流により、パラグライダーが予想もしていないほどの高高度へ上昇させられてしまう事故が稀にある。2007年にはポーランド人の女性、エバ・ウィスニエルスカが、オーストラリアのニューサウスウェールズ州で積乱雲の上昇気流に巻き込まれ、秒速20メートルのスピードで上空約1万メートルまで飛ばされた（正確には9,946m）。雹に打たれ、落雷に遭い、氷に覆われて40分間意識不明に陥った。ウィスニエルスカは6,900mの高さで意識を回復して着地、耳と足に凍傷を負ったが生還している。着地地点は離陸地点から約60km離れた場所だった。ウィスニエルスカと同じ積乱雲に上昇させられてしまった中国人のライダーは死亡した。

## 資格（日本）
パラグライダーは日本の国内法では法律上、航空機とはならず、法規制の対象外となり、国家資格は存在しない。しかし安全を管理し、フリーフライトの権利を維持継続するため、JHFによって国際的基準に基づいたライセンス制度を採用している。黎明期には多数のライセンスが乱立しその指導内容も統一性を欠く物であったが、当時の運輸省（現在の国土交通省）要請を受け財団法人日本航空協会の指導のもと1986年に国際航空連盟 (FAI)に準拠した日本ハング・パラグライディング連盟技能証に一旦集約された。しかし、法的拘束力のないものであったため、営利目的にライセンス発行事業を行う新規参入事業者のがその後も現れ1993年から1994年には、パラグライダースクール協会が2003年以降からは日本パラグライダー協会が協会独自基準によるオリジナルライセンスの発行業務を行っている。
1986年以降の新規参入ライセンス発行事業者：
- 1992年〜1994年 - パラグライダースクール協会 現在活動停止
- 2003年〜 - 日本パラグライダー協会

### IPPI技能証
国際航空連盟が発行するパラグライダーの資格は「国際パイロット技能証」である。各国毎で航空法は異なり、パラグライダーも航空機の一種類と定め国家資格としている国もあれば、日本の様に統括団体を設けて民間の自主ライセンスという形式をとるこにとより間接的な指導監督を行っている国もある。海外でフライトを希望するのであれば、国際航空連盟/国際ハング・パラグライディング委員会が発行する国際パイロット技能証を取得することが望ましいとされる。国際パイロット技能証を取得すると国際航空連盟に加盟する世界100以上の国々でフライトすることが可能となる。なお、日本国で国際パイロット技能証の技能証を発行する権限を移譲されているのは統括団体であるJHFのみである。JHF技能証は国際航空連盟/国際ハング・パラグライディング委員会が定める技能証規程に基づいて発行されるため、JHFへの書類申請のみで国際パイロット技能証を取得することができる。

### JHF技能証
JHFが発行するパラグライダーの資格。JHFは、このスポーツにおいて唯一国際的に有効な技能証発行機関である。JHFの技能証は国際航空連盟ハンググライディング委員会が定める技能証規程に基づいて検定が行われており、国際的に認められたライセンス証である。したがってJHFの技能証は、国際技能証と呼ばれる「IPPIカード」に書き替えることができる。また、FAIがカテゴリー1（世界選手権、ワールドエアゲームズなど）、カテゴリー2として認定する国際大会に日本代表として参加するためのスポーティングライセンス(一般財団法人日本航空協会が発行する)を得るには、JHF技能証が必須条件となる。実際の教習内容は、国際的に統一されたカリキュラムに沿って指導されており、週1日から2日のペースでパイロット証の習得までにおおむね3年程度かかるのが一般的である。
JHF-練習生A級
単独にてパラグライダーの機材を扱え、指定された方向に直線飛行が出来る。機材や専門用語などについて簡単な学科検定が課される。
JHF-練習生B級
単独にて左右180度旋回ができ、着陸することができる。ソアリングの練習を始められる。パラグライダーについての基礎的な理解を問う学科検定が課される。
JHF-ノービスパイロット証
NP証。単独にて左右360度旋回ができ、指定地（半径20m以内）に着陸することができる。ピッチング、ローリングをコントロールすることができる。パラグライダーについての理解や気象についての学科試験が課される。
JHF-パイロット証
P証。ソアリングできる飛行技能および、指定されたエリアルールや気象条件に適合する飛行をすることができる。パラグライダーに関連する航空法規、気象、構造を問う学科試験が課される。P証でスクールを卒業。国際技能証（IPPIカード）に書き換えることで、世界中のエリアを飛ぶことが出来る。一部を除くジャパンリーグに出場可能。
JHF-タンデム証
2人乗りのパラグライダーを安全に操縦することができる。
JHF-クロスカントリー証
XC証航空法規に合わせ、クロスカントリー飛行をする能力を有する。クロスカントリー飛行に必要な気象、法規、航空交通などの学科試験が課される。ジャパンリーグに出場可能。
JHF-助教員
JHF-教員

### PSA技能証
かつて、大手輸入代理店が中心になって立ち上げた“パラグライダースクール協会” が独自に発行していたパラグライダーの資格。しかし活動を停止しておりこのライセンスでフライト可能なエリアは非常に少なくなっている。

### JPA技能証
特定非営利活動法人日本パラグライダー協会が独自に発行するパラグライダーの資格。詳細は特定非営利活動法人日本パラグライダー協会ウェブサイトを参照。

## JHFレスキューパラシュートリパック認定証
JHFはレスキュパラシュートの正しい使用方法、ハーネスへのセッティング方法、リパック方法を普及させるためにレスキューパラシュートに関する技能認定証を発行している。技能検定会の受験資格は、JHFパイロット技能証以上の取得者で、継続的にレスキューパラシュートのリパックを実施し、過去一年以内に20個以上のリパック実績のある者とされ2010年現在で全国に100人以上の認定合格者がいる。 受験審査としてリパック実績ログの提出、試験内容としては実技検定と学科検定の二つが実施される。検定内容は国際航空連盟が定める国際レスキューパラシュートリパック規定を満たす必要がある。

## 講習制度（日本）
日本の講習制度は、JHFによるものと茨城県のJPAによるスクール体制の2つがある。
公益社団法人日本ハング・パラグライディング連盟公認スクール
JHFが発行する「JHF教員技能証」を保持しているインストラクターが国際航空連盟ハンググライディング及びパラグライディング委員会技能証規程に基づいて運営するスクールである。
- 公益社団法人に関する規定により、特定の者に対する利益供与が行えないため、、JHFが直営するスクールは存在しない。

特定非営利活動法人日本パラグライダー協会公認スクール
JPAが独自に考案し提唱する講習制度で運営されるスクールである。

## フライヤー登録
フライヤー登録は、JHF発足時、日本航空協会の一分科会であった頃から続く自主規制の一環である。フライヤー登録には保険会社との保険契約が含まれており、すべてのフライヤー会員が保障の対象となるように、第三者賠償責任保険を契約している。 管理されたフライトエリアでフライトするにあたって登録は必須条件である。また、JHFフライヤーは、フライヤー登録、技能証、機材の安全性について管理運営する義務を自らに課す。

## 競技
競技会としては国民体育大会の競技種目としてや日本オリンピック委員会アジアオリンピック評議会が主催する国際総合競技大会 / アジアビーチ競技大会の競技種目として行われるもの、JHFが主催し日本航空協会公認記録として記録されるジャパンリーグ、スポーツグライダーシリーズ など公式大会。国際航空連盟主催による世界選手権やアジア選手権など国際大会がある。これら公式大会の大会運営には日本の統括団体であるJHFが当たっている。
その他にフライトエリア主催よる草大会や、JPA主催によりJPA会員のみで行う独自の競技会及びJPAが積極的に協力しているPWCなどがある。
JPA主催競技会やPWCについては、JPAのwebサイトを参照されたい。

### 競技の種類
ターゲット（アキュラシー）
ランディングの精度を競う競技。地上に書かれた同心円状のターゲットの中心を狙う。初心者も参加することができる。
パイロン競技
ある決められた地上の目標を、決められた順番に巡回し、その時間（早くゴールした者に高得点が与えられる。途中リードしたものにも加点される）やゴールできなかったグループには、達成度（達成距離に応じて配点）を競う競技。判定には携帯型GPSやカメラが用いられる。最近ではGPSが主流となってきた。競技をするには高い技能と深い知識が必要なため、主に上級者が行う。クロスカントリー飛行を伴うため、クロスカントリー技能証は必須となる。
キャッツクレイドル
あらかじめ決められたパイロンを繋いで、最も長い距離を飛ぶことを競う。上級者向けの競技。
ゴールタスク
遠方に設置されたゴールへの到達を競う。上級者向けの競技。
セットタイム
あらかじめ決めた飛行時間通り正確に飛行することを競う。初心者も参加可能。
デュレーション
滞空時間を競う競技。山肌を上昇する風や地表で暖められ発生した上昇気流を利用して、できるだけ長く飛ぶ。中級者も参加可能。
爆弾落とし
地上に設定されたターゲットに「爆弾」と称する（多くの場合）カラーボールを落とし、その精度を競う競技。ターゲット上空の風を読むことが重要である。
アクロバティック
さまざまなトリックを行い、その技と精度を競う競技。日本ではまだ正式な競技として行われてはいないが、世界的にはアクロバット飛行を目指すパイロットは近年急激な増加傾向がみられる。

### 記録
|                      | 世界記録（2005年3月現在FAI公認記録） | 日本記録（2005年3月現在（財）日本航空協会公認記録）                                                                                         |
| -------------------- | --- | --- |
| 直線距離             | 423.4 km - 日付:2002年6月21日 - パイロット:William GADD（カナダ） - コース:米テキサス州Zapata - South of Ozona - 機体:Gin Boomerang Superfly | 263.18 km - 日付:1992年12月28日 - パイロット:峰岸正弘（東京） - コース:南アフリカ共和国クルマン地区 - 使用機体:UP International KATANA FR51 |
| アウトアンドリターン | 213.8 km - 日付:2003年6月12日 - パイロット:Primoz SUSA（スロベニア） - コース:Soriska Planina（スロベニア） - 機体:Gradient Avax RSE         | 182.48 km - 日付：1992年12月28日 - パイロット：峰岸正弘（東京） - コース：南アフリカ共和国クルマン地区 - 機体：UP International KATANA FR49 |
| 獲得高度             | 4,526 m - 日付:1993年1月6日 - パイロット:Robbie WHITTALL（イギリス） - コース:Brandvlei（南アフリカ） - 機体:Firebird Navajo Proto           | 4,548 m - 日付:1996年1月1日 - パイロット:峰岸正弘（東京） - コース:南アフリカ共和国クルマン地区 - 機体:エアーウェーブ アルトXM              |

### 日本人選手の成績
| 選手の名前 | 性別 | 記録 |
| ---------- | ---- | --- |
| 岩崎拓夫   | 男性 | - パラグライディング ジャパンリーグ 2017年総合優勝 - 2018年 ジャカルタ アジア大会 クロスカントリー団体男子 金メダル |
| 扇澤郁     | 男性 | - パラグライディング ジャパンリーグ 総合優勝（1991年、1992年、1998年、1999年、2000年） - パラグライディング日本選手権 優勝（1994年、2003年） - パラグライディング世界選手権に日本代表として連続出場（1993年、1995年、1997年、1999年、2001年、2003年） - パラグライディングワールドカップ 4位入賞（2007年茨城大会、1995年フランス大会） - 2007年 レッドブル X-Alps 2007 5位入賞 |
| 川地正孝   | 男性 | - 2003年 第8回世界選手権（ポルトガル）第3位 - 2004年 第1回アジア選手権（韓国）優勝 |
| 辻強       | 男性 | - 2000年 ワールドカップスペイン 優勝 - 2003年 フランス選手権 3位 |
| 田中美由喜 | 女性 | - 1988年 ヨーロッパ選手権（フランス）女子3位 - 1991年 世界選手権（フランス）女子2位 - 1993年 世界選手権（スイス）女子3位 - 1995年 世界選手権（日本）女子2位 - 1996年 ワールドカップスペイン・女子1位 - 2001年 世界選手権（スペイン）女子3位 |
| 神山和子   | 女性 | - 2000年 ワールドカップブラジル・女子優勝 |
| 平木啓子   | 女性 | - 2004年 第一回アジア選手権・女子3位 - 2009年 ワールドカップスーパーファイナル・女子優勝 - 2018年 ジャカルタ アジア大会 クロスカントリー団体女子 銀メダル |
| 福岡聖子   | 女性 | - 2008年 アクロバティック ワールドカップファイナルランキング・男女総合8位、女子1位 |
| 山下敦子   | 女性 | - 2017年 世界選手権（セルビア）女子1位 - 2018年 ジャカルタ アジア大会 クロスカントリー団体女子 銀メダル - 2018年 パラグライディング ジャパンリーグ女子総合優勝 |

## メーカー
2021年現在、日本メーカーはない。以前、FALHAWKがパラグライダーの開発・販売を行っていた。また、第一興商が、かつてUPとパラグライダーの販売をしていたこともある。
- ADVANCE（スイス）
- Aerodyne（フランス）
- Airwave（オーストリア）
- APCO（イスラエル）
- AXIS（チェコ）
- BGD（オーストリア）
- FALHAWK Co Ltd（日本）
- Flight Design（ドイツ）
- Flow（オーストラリア）
- FreeX（ドイツ）
- GIN（韓国）
- GRADIENT S.R.O.（チェコ）
- ICARO（ドイツ）
- INDEPENDENCE（ドイツ）
- ITV（フランス）
- KGS（日本）
- NOVA（オーストリア）
- OXY WING（現OVAL THREE LTD.）
- OZONE（フランス）
- RIPPLE（日本）
- Sky Paragliders（日本）
- Skywalk（ドイツ）
- SOL（ブラジル）
- Sungliders（韓国）
- SWING（ドイツ）
- TEAM 5（オーストリア）
- UP（ドイツ）
- U-Turn（ドイツ）
- WIND VALLEY Ltd
- Windtech（スペイン）
- Wings of Change（ドイツ）
- 第一興商（関連事業部 スカイレジャー課、閉鎖; 日本）
- FUJIKURA（藤倉航装）（日本）
- 株式会社カシヤマ（日本）
- ケンベック（日本）
- 小林重力研究所
- ザクト (ZACT)
- ジール（日本）
- ストームワークス（日本）
- たかとり（日本）